# Rio Dell
Rio Dell je město v okrese Humboldt County ve státě Kalifornie ve Spojených státech amerických.
K roku 2010 zde žilo 3 363 obyvatel. S celkovou rozlohou 6,261 km² byla hustota zalidnění 540 obyvatel na km².